# Tell el-Ubaid
Tell el-Ubaid (Tell el Ubaid vagy Obeid) ősi mezopotámiai település volt Irakban, Ur városától 6 km-re északnyugatra. Hajdani neve nem ismert. Az itt felfedezett jellegzetes kerámia edények után az i. e. 4000-től 3300-ig tartó időszakot e lelőhelyről nevezték el.

## Története
Tell el Ubaid már az i. e. 4. évezred elején is létezett. A Dzsemdet Naszr-korszakban jelentős város volt, és még a III. Ur-i dinasztia uralkodása idején is állt.
A város Ninhurszag temploma az I. Ur-i dinasztia korában épült, de feltevések szerint korábbi alapokra.
Az épület ovális alakú, fallal övezett szentélykörzet közepén állt, egy fülkékkel díszített oldalú teraszon.
A templomnak megtalálták külső díszítései maradványait is: bronz, mészkő domborműveket, bronz bikaszobrokat, melyeket az Iraki Múzeumban helyeztek el.

## Régészet
Tell el-Ubaid területén először 1919-ben H. R. Hall végzett ásatásokat, rá pár évre pedig Leonard Woolley. 1937-ben az itteni kutatásokat P. Delougaz folytatta.
Az ásatások során talált jellegzetes cserépedényeket és jellegzetes építészetet e helyről nevezték el Ubaid kornak, a műveltséget pedig Ubaid-kultúrának.

## Ninhurszag temploma
Az i. e. 2500 körül, a korai dinasztikus korszakban, Aanepada uralkodása idején itt épült templomnak csak a díszítményeit találták meg az ásatások során.

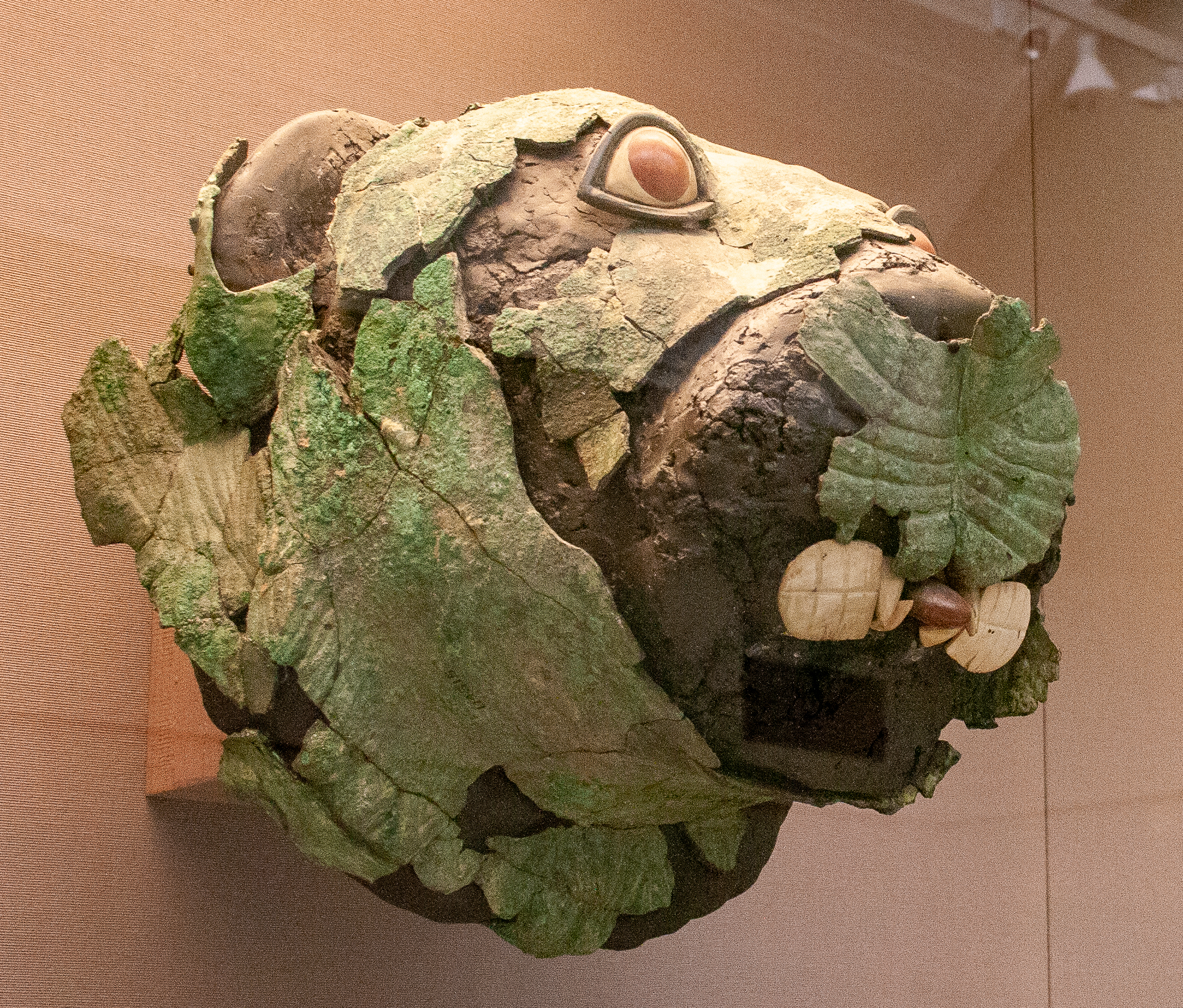
Oroszlánfej
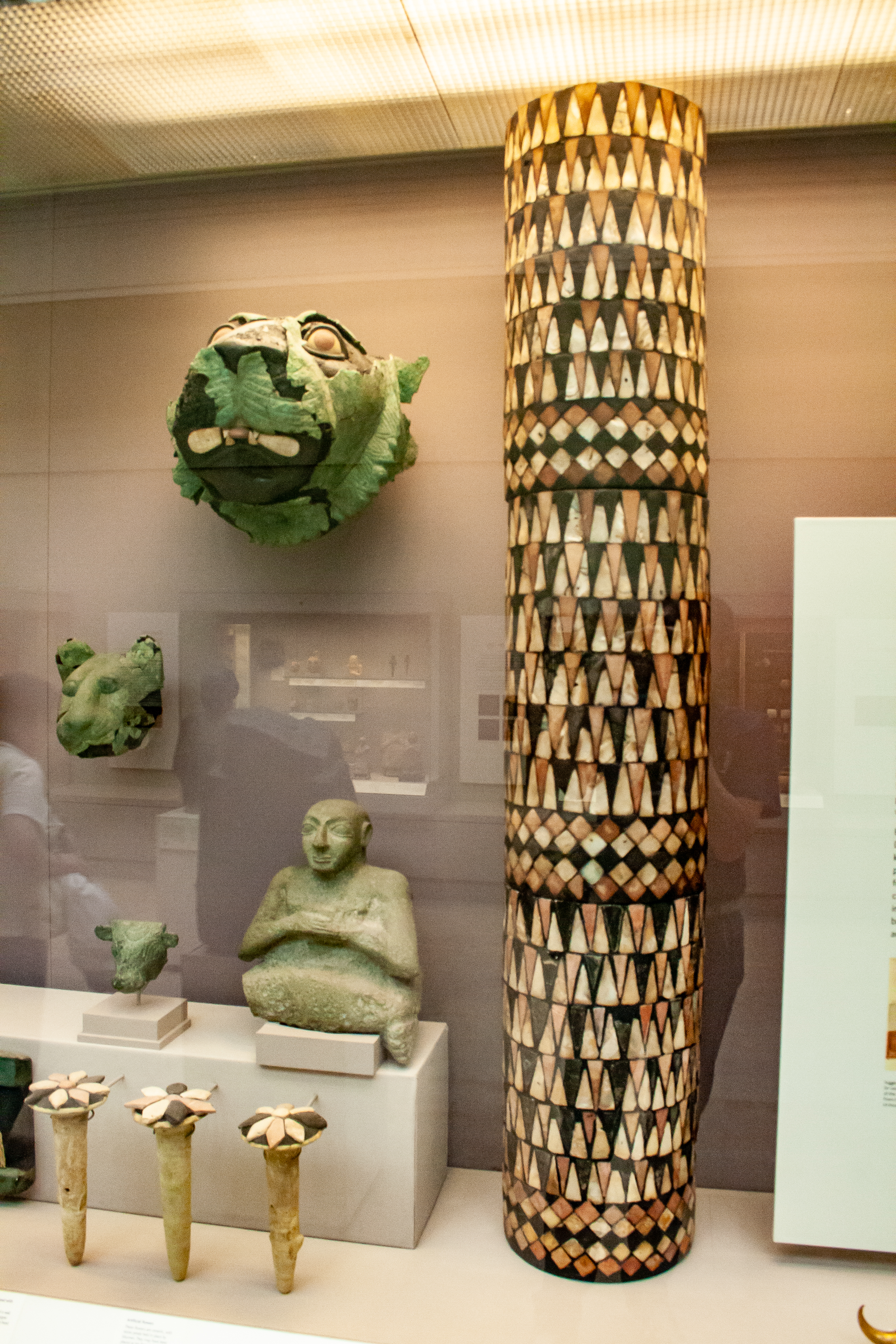
Mozaikoszlop, a bejárat mindkét oldalán ilyen lehetett
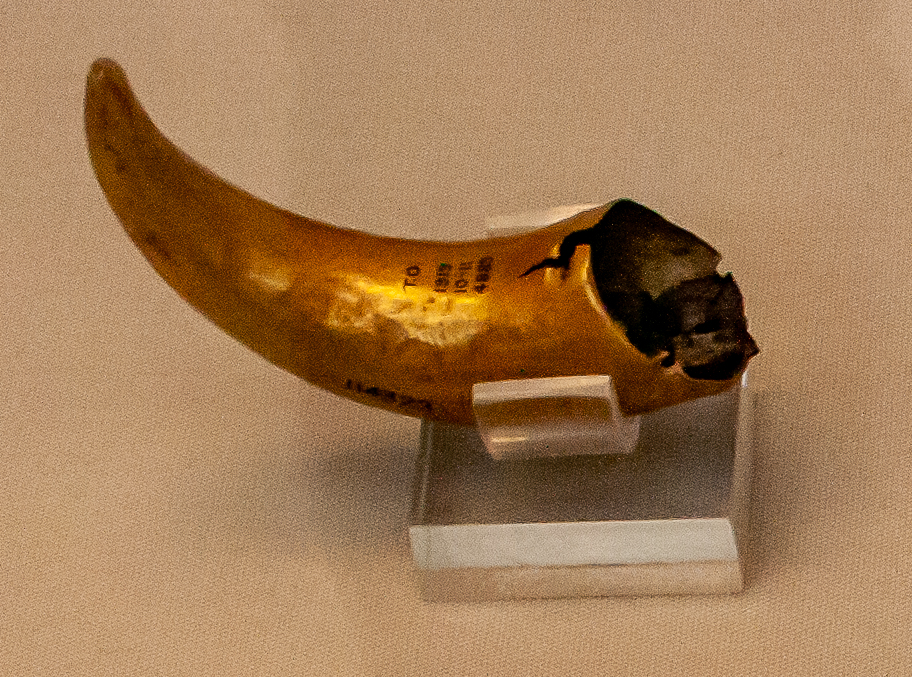
Arany szarv, bika fején lehetett.
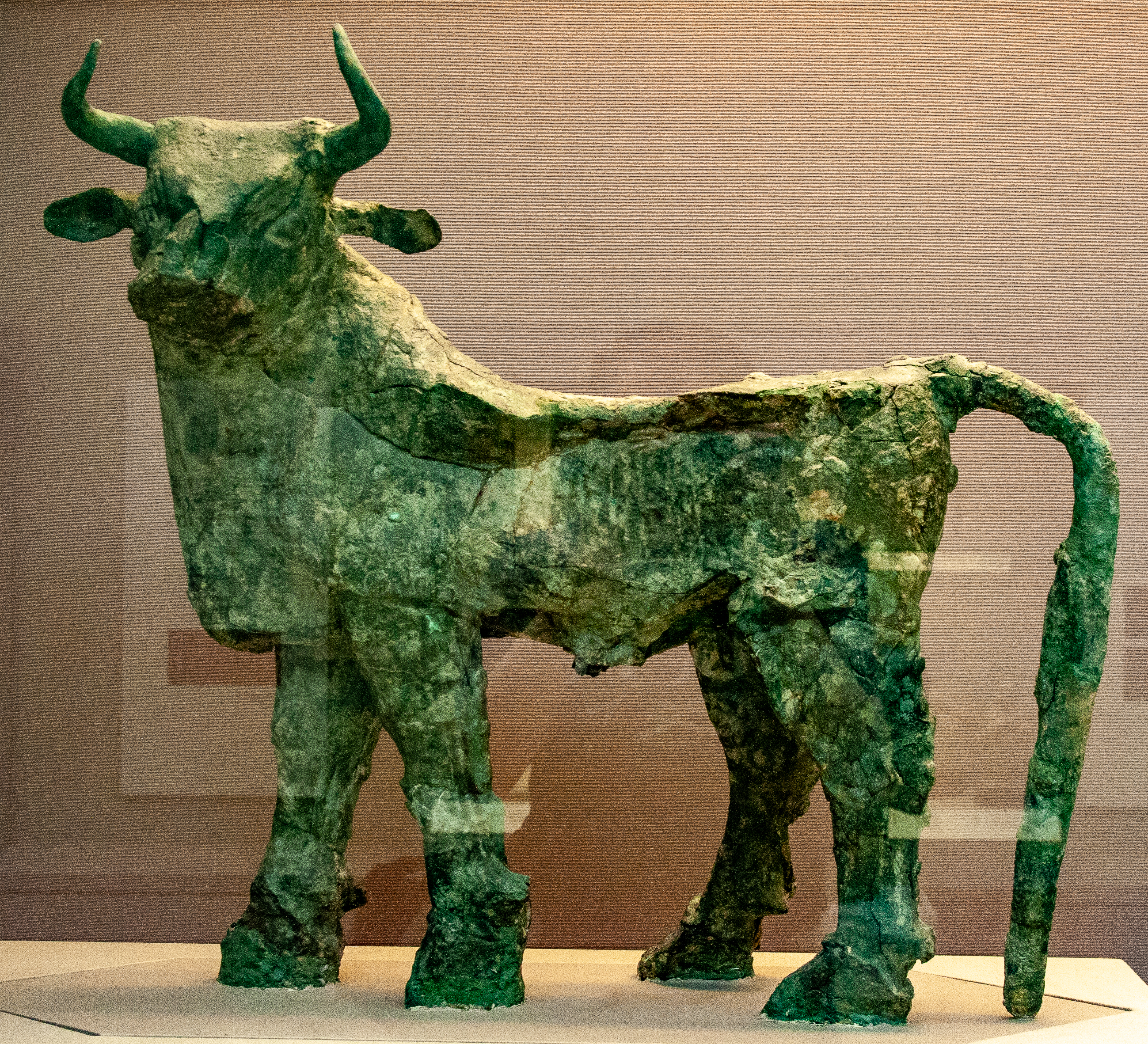
Bika szobra Ninhurszag templomából, i. e. 2500 körül. A rézötvözetből készült lemezt fából és bitumenből megformált magra kalapálták